# Kim Burrell
Kim Burrell (Houston, 1972. augusztus 26. –) amerikai gospel-énekes, dalszerző.

## Pályafutása
Kim Burrell eleinte a dallasi Szentháromság Kórusban és a houstoni The Inspirational Sounds Mass Kórusban lépett fel. 1996-ban kiemelt énekesként szerepelt Ricky Dillard egy albumán. Első saját albuma a „Try Me Again” volt 1995-ben. Ennek eredményeként leszerződött a Tommy Boy Gospelhez, és kiadta egy második albumát: „Everlasting Life” (1998). Az album a 10. helyezést érte el a Billboard Gospel listáján.
Burrell 2000 novemberében rögzítette a „Live In Concert” című élő albumot az éves Church of God in Christ rendezvényen Memphisben (2001). 2002-ben Grammy-díjra jelölték a Legjobb Soul Gospel Album kategóriában. A Tommy Boy Gospel röviddel a Live In Concert megjelenése után megszűnt. Burrell 2002-ben Elektra Recordsszal szerződött. E szerződés értelmében csak vendégszerepelt a „Higher Ground” című all-star gospel számban, ami bónuszként jelent meg a „Miss E... So Addictive” című albumon.
Burrell továbbra is élőben koncertezett és együttműködött más előadókkal is. Megalapította és házigazdája az éves Ephesians 4 konferenciának, ami műhely is előadóművészek számára.
2004-ben Burrell Kelly Price-szal szerepelt R. Kelly „3-Way Phone Call” című dalban. Szerepelt George Clintonnal „Mathematics of Love” című dalban. 11 év után kiadta első stúdióalbumát („No Ways Tired”, 2009). Az album klasszikus gospel dalok feldolgozásait tartalmaz. Burrell elénekelte az „I see a Victory” című dalt Pharrell Williamsszel a „Hidden Figures” (2016) játékfilmben.
2016 decemberében megjelent egy videója, amelyen Burrell prédikációt tart a Love & Liberty Fellowship Churchben. Ebben a prédikációban „perverznek” nevezte azokat a személyeket, akik homoszexuális cselekményeket folytatnak. A jelentős bírálatra Burrell azt mondta, hogy nem mentegetőzik, nem kér rbocsánatot a prédikáció miatt. Nem sokkal azután, hogy a prédikációról készült videó megjelent, az Ellen DeGeneres Show lemondta Burrell tervezett megjelenését, és más eseményeket is, ahol kitüntetettként lett volna jelen. A Texas Southern University lemondta Burrell rádiós talkshow-ját (a Bridging the Gap with Kim Burrellt).

## Albumok
- Try Me Again (1995)
- Everlasting Life (1998)
- Live In Concert (VHS; 2001)
- No Ways Tired (2009)
- The Love Album (2011)
- A Different Place (2015)

## Díjak
- 2000: Stellar Award, Contemporary Female Vocalist of the Year for Everlasting Life
- 2000: Gospel Music Excellence Award, Female Vocalist of the Year
- 2002: Grammy-díj − Best Soul Gospel Album
- 2012: Dove Award, Urban Recorded Song of the Year for "„Sweeter”
- 2012: Stellar Award, Contemporary Female of the Year for The Love Album
- 2012: Stellar Award, Albertina Walker Female Vocalist of the Year for The Love Album